# Insignie prezidenta Turecka
Insignie prezidenta Turecka (turecky Türkiye Cumhuriyeti Cumhurbaşkanlığı Forsu) jsou oficiální insignie prezidenta Turecké republiky.
Tvoří ji velká centrální šestnácticípá hvězda (Slunce, symbolizující Turecko) obklopená šestnácti hvězdami symbolizujícími „šestnáct velkých tureckých států“ (turecky 16 Büyük Türk Devleti), za jejichž dědice se Turecko považuje.

Prezidentská pečeť Turecké Republiky

## Prezidentská pečeť
Původ turecké prezidentské pečeti (a vlajky) sahá do září roku 1922, ve kterém podobnou vlajku používal na svém automobilu Mustafa Kemal Atatürk. Vzhled pečeti stanovil zákon (Sancak Talimatnamesi) z 22. října 1925. Tehdy bylo slunce dvaceticípé, s deseti ostrými a deseti oblými cípy. Roku 1978 byl počet paprsků snížen na šestnáct, současnou podobu má pečeť od roku 1985.

Prezidentská vlajka Turecké Republiky

## Prezidentská vlajka

### Právní základ
Použití, výroba a vzhled vlajky jsou upraveny zákonem 2893 ze dne 22. září 1983 a regulovány ministerskou vyhláškou č. 85/9034 ze dne 25. ledna 1985.

### Použití
Vlajka je používána:
- v oficiálním sídle prezidenta,
- během návštěv, v rezidenci prezidenta,
- na levé straně za stolem prezidenta,
- na levé přední části prezidentského vozidla.

Při projevech prezidenta bývá umístěna na přední straně křesla. Standarta je letecky převážena den a noc.

### Stíhání
Podle článku 300 tureckého trestního zákoníku je urážka turecké vlajky trestná:
Kdo tureckou vlajku protrhl, spálil nebo jiným způsobem veřejně urazil, bude potrestán odnětím svobody na jeden až tři roky.

## Šestnáct velkých tureckých států
„Šestnáct velkých tureckých států“ symbolizovaných slunečními paprsky a hvězdami insignií:
| Název říše            | Název říše                                       | Období                  | Zakladatel                                        |
| turecký               | český                                            | Období                  | Zakladatel                                        |
| --------------------- | ------------------------------------------------ | ----------------------- | ------------------------------------------------- |
| Velká Hunská říše     | Siung-nuská říše                                 | 204 př. n. l. – 216     | Tuo-men-šan-jü                                    |
| Západní říše Hiung-nu | Říše Severních Siung-nuů                         | 48-216 (jižní Siung-nu) | Pchunu-šan-jü (první šan-jü severních Siung-nuů)  |
| Evropská Hunská říše  | Hunská říše                                      | 375-469                 | Balamber-kagan nebo Mundžuk-kagan                 |
| Říše Bílých Hunů      | Heftalitská říše                                 | 420-552                 | Toramana-tegin                                    |
| Gökturecká říše       | Turkucké říše (První, Západní, Východní a Druhá) | 552-745                 | Bumin-kagan                                       |
| Avarský kaganát       | Avarská říše                                     | 565-835                 | Bajan-kagan                                       |
| Chazarský kaganát     | Chazarská říše                                   | 651-983                 | Ziebel (pravděpodobně Tung Jabgu-kagan z Turkutů) |
| Ujgurský stát         | Ujgurská říše                                    | 745-1369                | Kutluk Bilge Kül-kagan                            |
| Karahanidi            | Karachánská říše                                 | 940-1040                | Kül Bilge Karachán-kagan                          |
| Gaznavidský stát      | Ghaznovská říše                                  | 962-1183                | Alp Tekin-sultán                                  |
| Velký Seldžucký stát  | Seldžucká říše                                   | 1040-1157               | Seldžuk-beg                                       |
| Stát Harzemšáhů       | Chórezmská říše                                  | 1097-1231               | Kutbuddin Muhammad-šách                           |
| Stát Zlaté hordy      | Říše Zlaté hordy                                 | 1236-1502               | Bátú-chán                                         |
| Osmanská říše         | Osmanská říše                                    | 1299-1922               | Osman I. Gází                                     |
| Říše Timuridů         | Tímúrovská říše                                  | 1368-1501               | Tímúr-chán                                        |
| Říše Báburovců        | Mughalská říše                                   | 1526-1858               | Bábur-šách                                        |